# IAR 99 (航空機)
IAR 99
IAR 99
- 用途：練習機、地上攻撃機
- 製造者：Avioane Craiova
- 運用者： ルーマニア（ルーマニア空軍）
- 初飛行：1985年

IAR 99 ショイム（ルーマニア語: IAR 99 Şoim ）は、近接支援と偵察任務を行える近代的な高等練習機/地上攻撃機である。IAR 99はルーマニア空軍が装備するアエロ L-29 デルフィーンとL-39 アルバトロスの代替機となるように計画された。機体はセミモノコック構造で、先細りの主翼と後退角を持つ尾翼を備えている。機首下面左側にブレード形状の大型アンテナを据え付けている点がIAR 99の外観上の特徴となっている。

## 開発
この機体の設計は1975年に始まり、これがルーマニアで一から設計/製造された初のジェット練習機となった。1979年に当時IAR 93攻撃機を生産していたI.R.Av クラヨーヴァ社で最初の機体を製造する予算が承認され、1985年12月21日に試作機（S-001）が（Vagner Ştefănel）中佐の操縦で初飛行を行った。S-002は静止（地上）テスト用、S-003が2番目の飛行用試作機（後に7003と変更）となった。
1987年に量産に入り、1989年までに17機がルーマニア空軍へ納入されたが、1990年代に2機（710 と 714）が失われた。1990年に東側ブロックが崩壊すると航空機輸出への道が開けた。IAR 99は優れた空力特性と運用特性を備えていたが、時代遅れのアヴィオニクスのために同クラスの競合機の後塵を拝しており、これの性能向上が優先事項とされた。最初の性能向上の試みは1990年にI.R.Av クラヨーヴァ社とテキサス州を本拠地とするジャッフェ・エアクラフト社（Jaffe Aircraft Corporation）の共同作業で行われた。2機の機体にハネウェル製アヴィオニクスが搭載され、オリジナルの一体式キャノピーが2分割式に変更された。この機体は1990年のファーンボロー国際航空ショーに出展され、米国の統合基本練習機システム（Joint Primary Aircraft Training System、JPTATS）向けの提案機として展示されたが、発注されることは無かった。
1992年、ルーマニア空軍と輸出市場の双方に向けた2度目の性能向上プログラムがイスラエルのイスラエル・エアロスペース・インダストリーズ（IAI）との共同作業で始まった。1機（試作3号機の7003）が、前後席のHOTASと2画面3インチ大型ディスプレイ、前席のアップ・フロント・コントロールパネル付広視界HUD（ヘッドアップディスプレイ）、レーザージャイロ式慣性航法装置（INS）を備え、西側と東側の兵装システムに対応した新型のIAR 109「スイフト」（"Swift"）仕様に改装された。この機体は1993年のパリ航空ショーに展示されたが、1994年にこのプログラムは中止された。
1996年に新しい性能向上型MiG-21 ランサー用の転換練習機の必要からIAR 99の性能向上プログラムが復活した。イスラエル企業のエルビット社がインテグレーターとして選定され、アヴィオニクス装置一式は第5世代戦闘機と互換性を持つものとされた。このアヴィオニクス装置はMiG-21 ランサーの性能向上型から派生したものであったが、IAR 99の必要とする仕様に適合するよう装備された。量産18号機（機番：718）を改装した性能向上型IAR 99の初号機は1997年5月22日に初飛行を行った。この性能向上型IAR 99は1997年のパリ航空ショーと1998年のファーンボロー航空ショーに展示された。1998年8月6日にルーマニア政府は40機の性能向上型IAR 99の量産開始に認可を与え、このうち24機は2001年までに納入される予定であった。この新しい派生型は「IAR 99C」と命名された。
後にこの機数は12機に削減され、新造機は7機（機番：719-725）のみで残りの5機（機番：709、711、712、713、717）の性能向上型は既存のIAR-99から改装された。それゆえにルーマニア空軍は12機のIAR-99C Şoim（性能向上型）と10機の標準仕様のIAR-99を装備することとなり、7003号機と718号機はおそらくI.R.Av クラヨーヴァ社にデモ機として残されている。
IAR-99 TDと呼ばれるIAR-99の最新型が現在開発中で、プロトタイプは2022年までに完成する予定。レーダーとしてはレオナルドのAESAレーダーVixen 500Eを搭載する予定である。

## 設計

### コックピット
この機体のコックピットはマーティン・ベーカー Mk 10 ゼロ/ゼロ方式射出座席と複式操縦装置を備える段状タンデム配置で、教官席は良好な視界を確保するために前席より35 cm上に配置されている。キャノピーは一体型（試作機と701-707号機）、後に前後共に右側に開く2分割式に改められた。
コックピットにはHOTAS装置と液晶ディスプレイ、訓練生と教官の双方にDASHディスプレイと現在MiG-21 ランサーに採用されているヘルメット・ディスプレイ装置を備えている。このヘルメットはパイロットの視線で搭載兵装の照準が行え、目標の捕捉が完了するとバイザー部に表示して知らせる。バイザーにはHUDのデータも表示される。飛行データと航法データはHUD、ヘルメットDASHとMFDC（カラー多機能ディスプレー）に表示される。

### アヴィオニクス

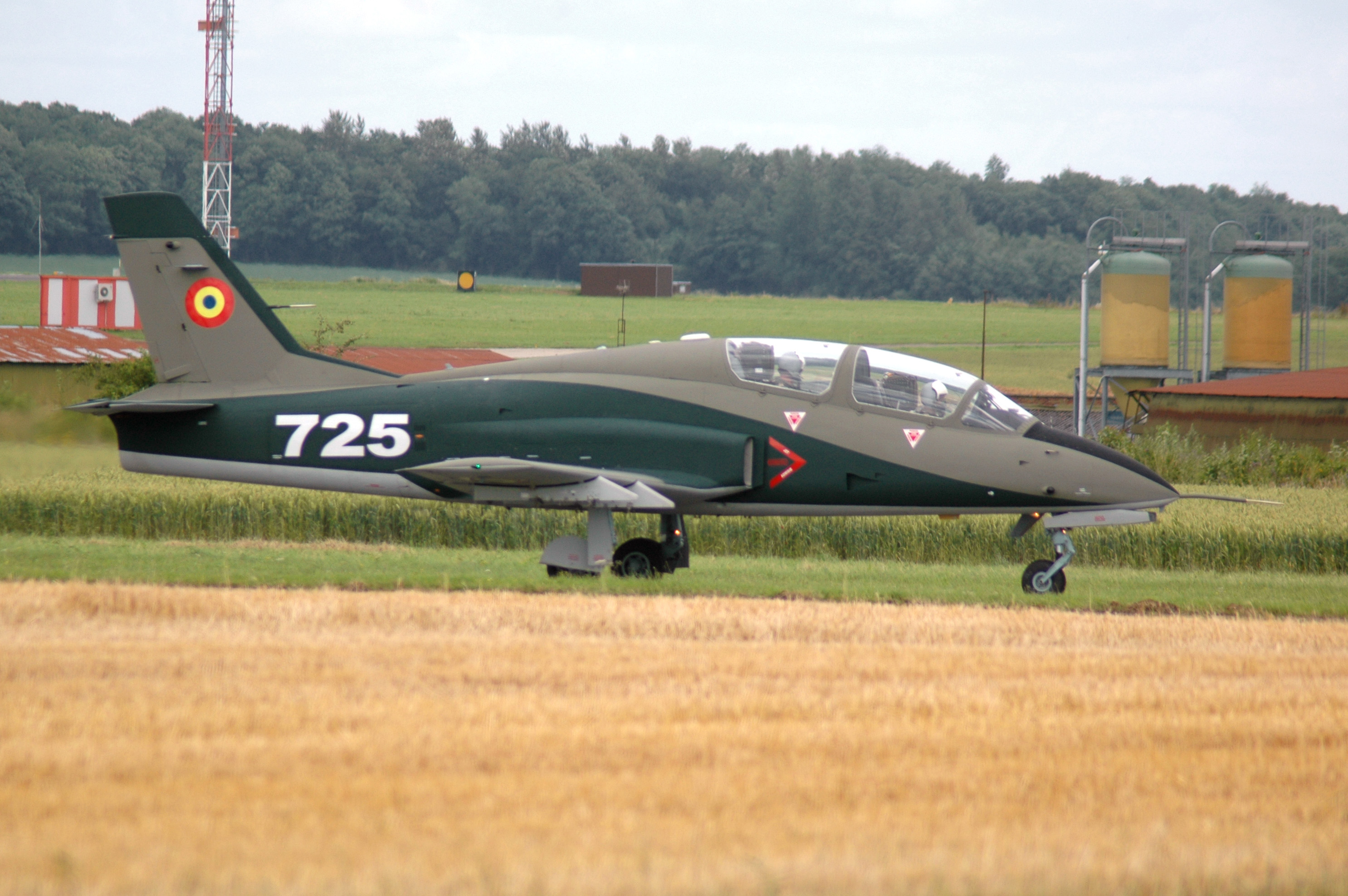
ルーマニア空軍のIAR-99

エルビット社はこの機体にMIL-STD-1553Bデータバスに組み込んだ先進的なアヴィオニクスを供給している。この先進的なアヴィオニクスは通信、航法、敵味方識別機能を有し、コックピットの構成はMiG-21やF-16戦闘機のものと似ている。IAR-99はビデオとデブリーフィング装置も備えている。
通信装置はVHFとUHF通信、音声機内通話とIFF・トランスポンダーを、飛行装置にはVOR/ILS、計器着陸装置連動VHF 全方向式無線アンテナを備えていた。その他の航法装置には距離測定装置（DME）、自動方向探知機（ADF）、ノースロップ・グラマン製内蔵航法装置とトリンブル（Trimble）製GPS装置を備えている。
この機体のアヴィオニクスで最上の物の一つは、データリンク装置を基にした、飛行中に複数機で利用できる射撃と空戦シミュレーションが可能なヴァーチャル訓練装置である。

### 妨害装置
IAR 99の電子戦装置はチャフとフレア散布装置を追加したエリスラ・エレクトロニック・システムズ（ Electronic Systems）製のレーダー警報受信機と電子妨害装置ポッドを基本にしている。この装置は1553データバスを介して制御される。このレーダー探知装置はパルスドップラーレーダーのパルスと連続波レーダーの脅威を探知し、信号の特徴を脅威データベースと比較参照して脅威の正体を知らせる。

## 運用
ルーマニア
- ルーマニア空軍 - 22機のIAR 99が就役中

## 要目
Avioane Craiova SAより
- 乗員：2名
- 全長：11.01 m (35 ft 9 in)
- 全幅：9.85 m (32 ft 4 in)
- 全高：3.9 m
- 翼面積：18.7 m²
- 翼面荷重：
- 空虚重量：3,200 kg
- 運用重量：4,400 kg (9,700 lb) trainer with 2 pilots
- 最大離陸重量：5,560 kg (12,260 lb) attack
- エンジン：1 × Turbomecanica製 ロールス・ロイス ヴァイパー Mk632-41M ターボジェット、4,000 lbf (17.8 kN)
- 推力重量比：0.57
- 最大速度：865 km/h (467 knots, 538 mph)
- 巡航速度：730 km/h (393 knots, 453 mph at) at 6,000 m (19,700 ft)
- 失速速度：158 km/h (85 knots, 98 mph) (flaps and airbrakes down)
- 航続距離：
  - 練習機：1,100 km
  - 地上攻撃機：967 km
- 戦闘半径：385 km
- 巡航高度：12,900 m (42,300 ft)
- 上昇率：1,050 m/min (3,450 ft/min)
- 離陸距離：
  - 練習機：450 m
  - 地上攻撃機：960 m
- 着陸距離：
  - 練習機：550 m
  - 地上攻撃機：600 m

- 武装：
  - 機関銃：2 × 12.7 mm (.50 in) 機関銃（機首）
  - ハードポイント：4 × 許容加重 300 kg (660 lb)
    - 主翼下の4 つの各ハードポイントに250 kg までと機体中央のハードポイントに400 kg まで。
    - 内側のハードポイントには225l 落下増槽が懸架可能
    - 1,000 kg までの搭載兵装には以下を含む:
      - 23 mm GSh-23 ガンポッド
      - BEM 250 爆弾
      - BE 100 爆弾
      - BE 50 爆弾
      - Mk 82 爆弾
      - その他 赤外線誘導爆弾
      - レーザー誘導爆弾（LGB）
      - LPR 57 ロケット弾発射器
      - AA-8 Aphid / R-60 空対空ミサイル
      - パイソン 3 空対空ミサイル
      - R-550 マジック II 空対空ミサイル